# Kot Kapura
Kot Kapura (o Kotkapura) è una città dell'India di 80.741 abitanti, situata nel distretto di Faridkot, nello stato federato del Punjab. In base al numero di abitanti la città rientra nella classe II (da 50.000 a 99.999 persone).

## Geografia fisica
La città è situata a 30° 34' 60 N e 74° 54' 0 E e ha un'altitudine di 204 m s.l.m..

## Società

### Evoluzione demografica
Al censimento del 2001 la popolazione di Kot Kapura assommava a 80.741 persone, delle quali 42.820 maschi e 37.921 femmine. I bambini di età inferiore o uguale ai sei anni assommavano a 10.409, dei quali 5.786 maschi e 4.623 femmine. Infine, coloro che erano in grado di saper almeno leggere e scrivere erano 49.525, dei quali 28.026 maschi e 21.499 femmine.